# La Térmica Cultural (CIUDEN)
La Térmica Cultural es un museo situado en Ponferrada, en la comarca del Bierzo, provincia de León, comunidad autónoma de Castilla y León (España).
Está situado en la antigua central de Compostilla I, que estuvo en funcionamiento desde su inauguración en 1949 hasta su cierre en 1974. En 2011 el edificio fue cedido por ENDESA al ayuntamiento de Ponferrada, pasando a ser de la sede de la Fundación Ciudad de la Energía (CIUDEN), creada en 2006 y adscrita al Instituto para la Transición Justa (ITJ) del Ministerio para la Transición Ecológica y el Reto Demográfico (MITECO).
El proyecto de transformación en museo se inicia en 2012, pero la inauguración se retrasa hasta 2023 bajo el nombre de La Térmica cultural.

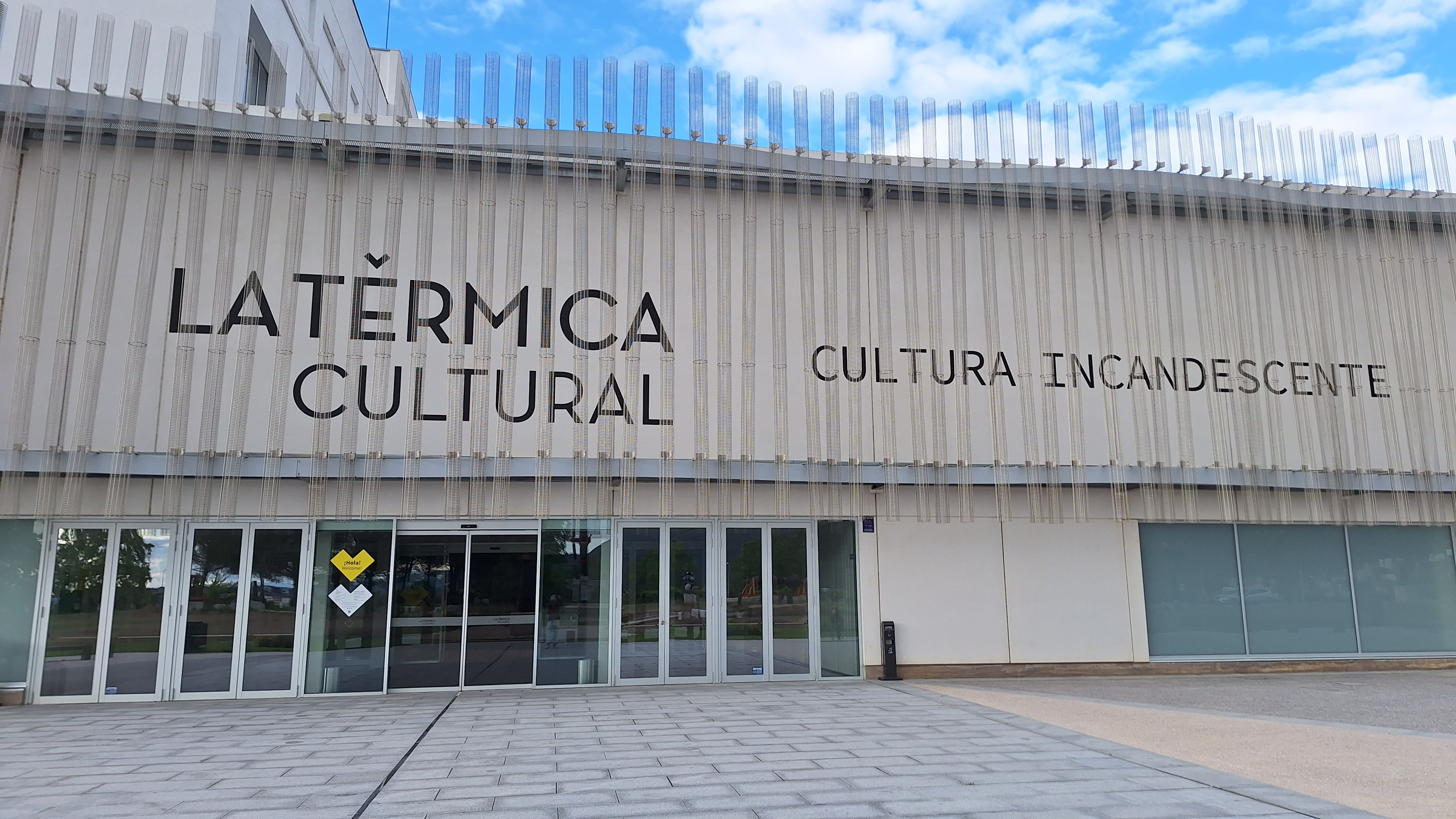
Entrada al museo

## Instalaciones de La Térmica Cultural

### Sala de turbinas
Es la sala destinada para congresos, presentaciones o ferias. Está situada en la primera planta. Tiene un aforo de 1300 personas, con 1.495 m², junto con aseos y acceso a la terraza.

### Auditorio Antracita
Este espacio se utiliza para obras teatrales, actividades culturales y representaciones musicales. Tiene un aforo de 200 personas y con 354 m².